# Гербрунн
Гербрунн (нім. Gerbrunn) — громада в Німеччині, розташована в землі Баварія. Підпорядковується адміністративному округу Нижня Франконія. Входить до складу району Вюрцбург.
Площа — 4,58 км2. Населення становить 6499 ос. (станом на 31 грудня 2020).